# Gare de Béchar
La gare de Béchar est une gare ferroviaire algérienne située sur le territoire de la commune de Béchar, dans la wilaya de Béchar.

## Situation ferroviaire
Située à une altitude de 783,020 m, la gare est le terminus de la ligne de Oued Tlelat à Béchar, où elle est précédée de la gare de Beni Ounif.
| \| Béchar Beni Ounif Djeniene Bourezg \| Localisation de la gare de Béchar dans sa wilaya. |
| Béchar Beni Ounif Djeniene Bourezg                                                         |

## Histoire
Lors de la colonisation, la gare portait le nom de gare de Colomb-Béchar.
La gare est mise en service en 1906 lors de l'ouverture de la section de 51 km entre Ben Zireg (village de la commune de Béchar) et Colomb-Béchar de l'ancienne ligne à voie étroite d'Oran à Kenadsa via Saïda. Précédée de l'ancienne gare de Hassi El Haouari, elle était située au point kilométrique (PK) 748,400 de la ligne et en était le terminus,,.
Cette gare fait partie des gares fortifiées en Algérie construites par l'armée française entre 1881 et 1906 le long de la ligne entre Saïda et Béchar.

Sélection de vues de la gare de Béchar au début du XXe siècle}
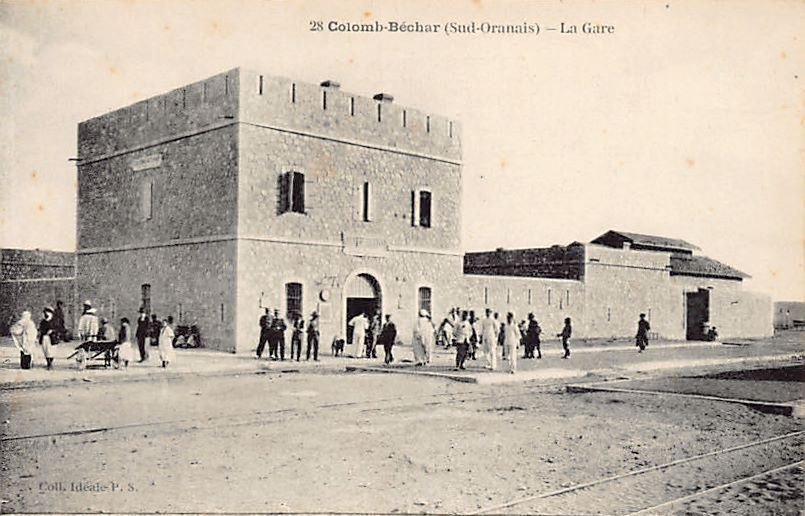
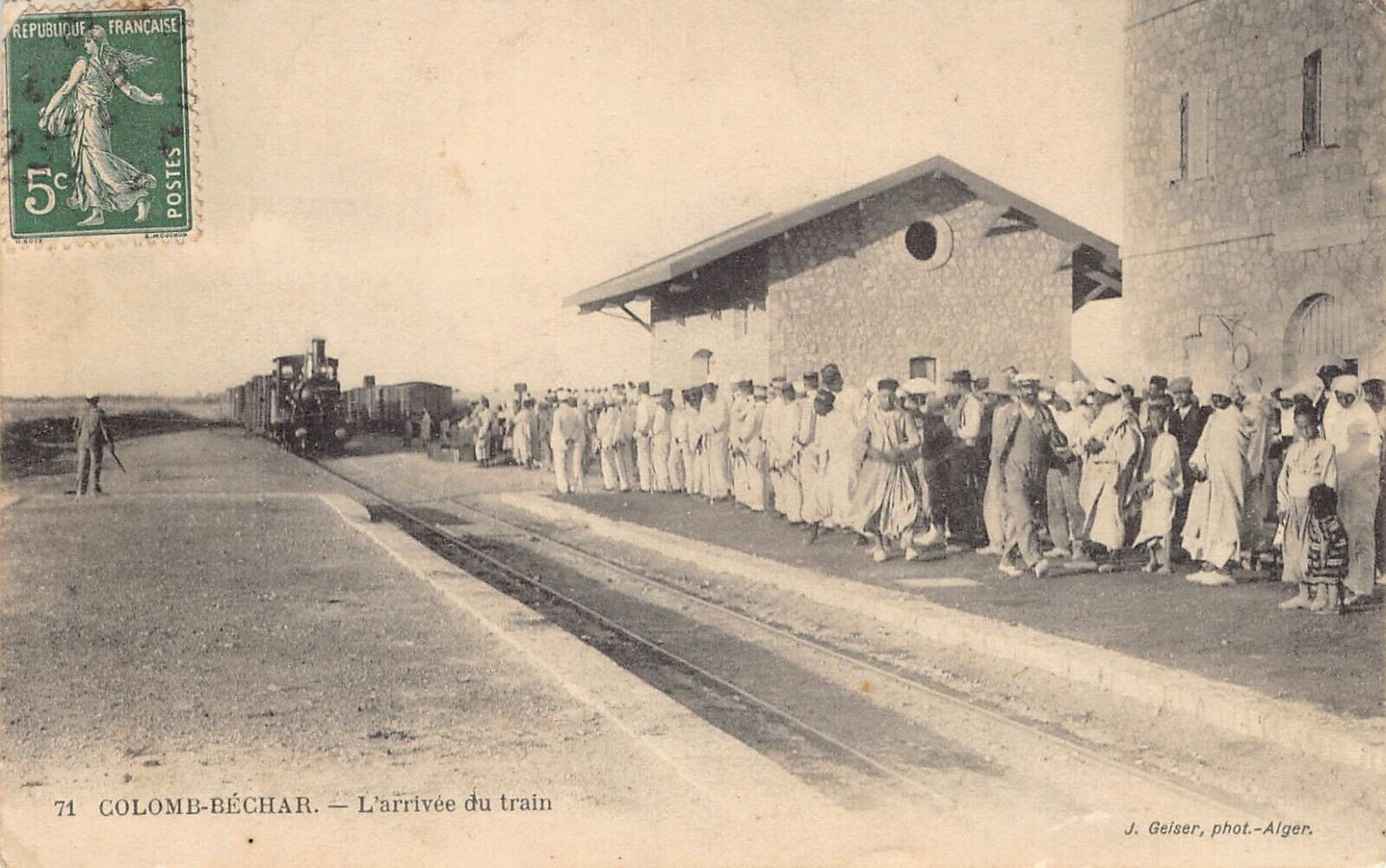
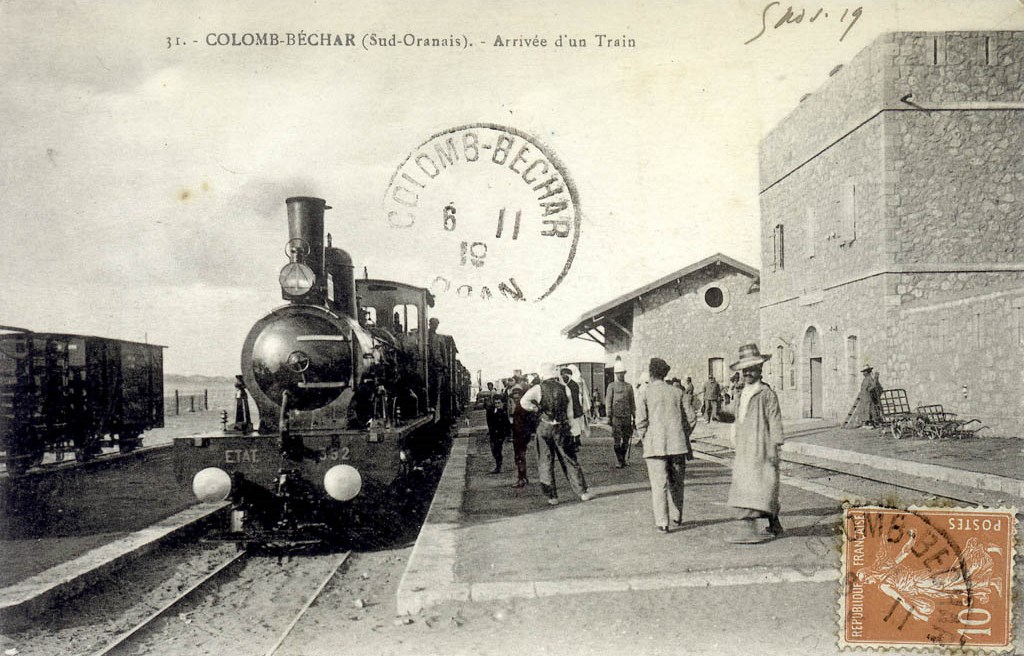

En 1921, la ligne d'Oran à Colomb-Béchar est prolongée jusqu'à Kenadsa pour permettre le transport du charbon extrait des gisements de houille de la région de Kenadsa. La gare de Kenadsa devient alors le nouveau terminus de la ligne.
Le 8 décembre 1941 est mis en service la section entre Bouarfa (au Maroc) et Colomb-Béchar, longue de 165 km, de la ligne du chemin de fer transsaharien (ou chemin de fer Méditerranée-Niger). Cette ligne, à écartement standard de 1 435 mm, a pour origine la ville de Nemours (actuelle Ghazaouet), dans le nord-ouest de l'Algérie et traverse du nord au sud toute la partie orientale du Maroc de Oujda à Bouarfa avant d'atteindre Colomb-Béchar dans une gare séparée, nommée Béchar - Méditerranée-Niger, située à proximité de la gare historique ouverte en 1906.
En 1942, un embranchement du chemin de fer Méditerranée-Niger est créé entre Colomb-Béchar et la gare de Kenadsa. C'est une ligne à écartement standard de 1 435 mm qui longe sur tout son parcours la voie ferrée à écartement étroit mise en service en 1921. Une dernière section du chemin de fer transsaharien, longue de 90 km, entre Colomb-Béchar et Abadla, est mise en service en 1948,.

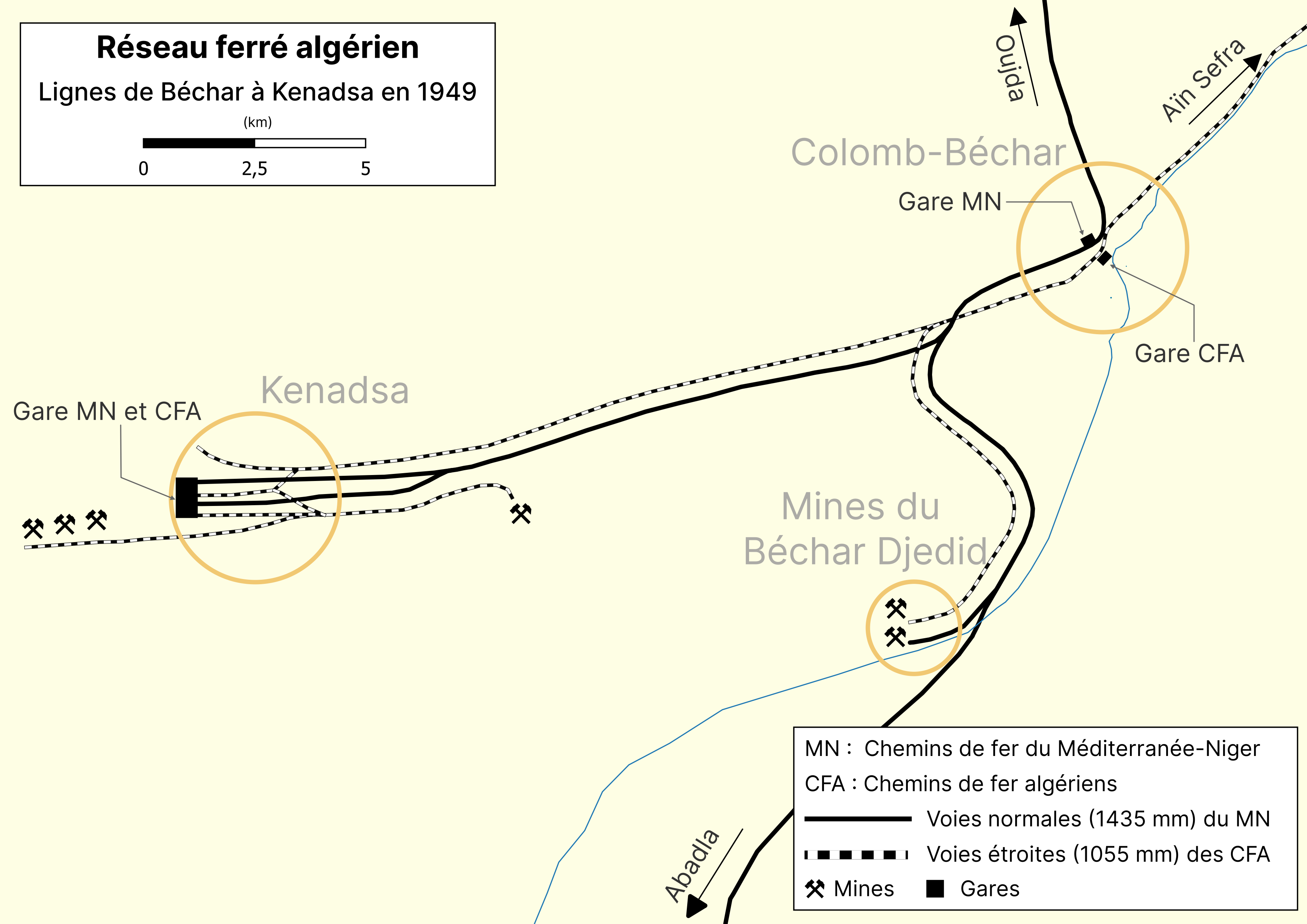
Les lignes ferroviaires entre Colomb-Béchar et Kenadsa en 1949.

En 1962, après l'indépendance algérienne, les lignes de Bouarfa à Béchar et de Béchar à Kenadsa sont fermées. De même que la gare de Colomb-Béchar – Méditerranée-Niger qui sera détruite par la suite.
En 2010, la section d'El Biod à Béchar de l'ancienne ligne d'Oran à Kenadsa via Saïda est mise à l'écartement normal. Parallèlement, une nouvelle section entre Redjem Demouche et El Biod est mise en service prolongeant ainsi la ligne qui reliait Oued Tlelat à Redjem Demouche. L'ensemble de ces sections : Oued Tlelat – Redjem Demouche, Redjem Demouche – El Biod et El Biod – Béchar devient le nouvel itinéraire pour relier Oran à Béchar via Oued Tlelat et ces trois sections forment maintenant la nouvelle ligne de Oued Tlelat à Béchar.

## Service des voyageurs

### Desserte
La gare est desservie par les trains grandes lignes de la liaison Oran - Béchar.